# Награда „Беловодска розета”
Награда „Беловодска розета” је песничка награда за изузетан допринос српској култури и уметности.

## О Награди
Установљена је 1988. на предлог Велибора Лазаревића и Љубише Ђидића, у част самоуких клесара из Беле Воде који су вековима украшавали цркве и манастире. Награда се састоји од каменог цвета – розете у беловодском пешчару (рад клесара Беле Воде), Повеље и новчаног износа. Награда се додељује у оквиру културно-уметничке манифестације „Беловодска розета” у организацији Културног центра Крушевац.‍:13

## Добитници

#### Од 1988. до 2000.
- 1988 — Десанка Максимовић[1]‍:14
- 1989/1990 — није додељивана
- 1991 — Матија Бећковић
- 1992 — није додељена
- 1993 — Миодраг Павловић
- 1994 — Љубомир Симовић
- 1995 — Радомир Андрић (1944)
- 1996 — Танасије Младеновић
- 1997 — Стеван Раичковић
- 1998 — Борислав Радовић
- 1999 — Бранко В. Радичевић
- 2000 — Бранислав Петровић

#### Од 2001. до 2010.
- 2001 — Рајко Петров Ного
- 2002 — (?)
- 2003 — Неда Арнерић[2]
- 2004 — Милорад Павић
- 2005 — Милован Данојлић
- 2006 — Светислав Божић
- 2007 — Добрица Ерић
- 2008 — Емир Кустурица
- 2009 — Митрополит Амфилохије Радовић
- 2010 — Владета Јеротић

#### Од 2011. до 2020.
- 2011 — Душан Ковачевић[3]
- 2012 — Мирко Ковачевић
- 2013 — Драган Недељковић
- 2014 — Драгослав Михаиловић
- 2015 — Петер Хандке
- 2016 — Љиљана Стјепановић[4]
- 2017 — Предраг Ристић[5]
- 2018 — Радован Бели Марковић[6]
- 2019 — Љиљана Хабјановић Ђуровић
- 2020 — није додељена

#### Од 2021. до 2030.
- 2021 — Дарко Танасковић[7]
- 2022 — Иван Јевтић[8]
- 2023 — Радош Бајић[9]